# Фанерозойський еон
Фанерозой або Фанерозойський еон — сучасний геологічний еон, що починається з моменту, коли на Землі поширилися тваринні форми життя. 

## Загальний опис
Охоплює останні 570 мільйонів років історії розвитку Землі, протягом яких існують кістякові організми; їхні залишки дозволили зробити детальне стратиграфічне підрозділення осадових товщ. Фанерозой включає палеозойську, мезозойську й кайнозойську ери. Це також фанерозойська еонотема, тобто сукупність верст гірських порід, що поєднує відповідні ератеми. Еон та еонотема виділені в 1930 році американським геологом Джеймсом Чедвіком (1844 – 1905), який розділив всю геологічну історію Землі на криптозой і фанерозой.
Принципова різниця фанерозойського еону від попередньої криптозойської еонотеми полягає в різкій та зростаючій диференціації ендогенних та екзогенних геологічних процесів, результати яких проявились у блоковій будові літосфери та русі літосферних плит, у збільшенні платформних структур та формуванні океанів і континентів, у появі скелетних тварин, поширенні рослин на суші, у загальному прогресивному розвитку біосфери, який зумовлює зміну складу атмосфери, утворення різноманітних органогенних порід та біогенних корисних копалин.

## Інтернет-ресурси
- Усі масові вимирання фанерозою! (Добірка)

| Геологія | Це незавершена стаття з геології. Ви можете допомогти проєкту, виправивши або дописавши її. |